# Полоз чотирилінійний
Полоз чотирилінійний (Elaphe quatuorlineata Bonnaterre) — вид змій з роду полоз-елаф (Elaphe) родини полозових (Colubridae). Поширений у Північному і Східному Середземномор'ї, головним чином у степових і лісостепових районах, а також у нижньому поясі гір. Вид занесений до Червоного списку МСОП і Європейського Червоного списку.

## Опис
Загальна довжина досягає 200 см. Голова слабко відмежована від шиї. Є 1 великий передочний щиток. Під ним, між третім і четвертим верхньогубними, розташовано підочний. Є 2—3 заочноямкових щитка. Під виличним лежать 1—2 маленьких щитка. Тім'яні щитки своїм передньонижнім, витягнутим кутом торкаються нижнього заочного. Навколо тулуба є 23—27 рядків луски. Луска перших 2—7 рядків на бічній поверхні, починаючи від черева, гладенькі, а спинні — зі слабко вираженими реберцями. На лусках є по 2 апікальні пори. Черевні щитки з боків черева не утворюють ребра. У самців черевних щитків — 187—224, у самок — 205—234. Підхвостових щитків — 56—90 пар. Анальний щиток розділений. 
Спина буро-жовтого кольору з поздовжнім рядком великих коричневих, коричнево-бурих або майже чорних плям, витягнутих у поперечній площині, які в деяких місцях зливаються в зигзагоподібну смугу. По 1 рядку дрібніших плям того ж забарвлення проходять з боків тулуба. Такий тип малюнка добре виражений у молодих полозів і майже не помітний на загальному строкатому тлі дорослих змій, оскільки в середині кожної світлої лусочки є невелика темна пляма. Деякі лусочки по краях тіла мають червонувате або помаранчеве забарвлення. У особин номінативного підвиду по верхній стороні тіла проходять 4 поздовжні темно-бурі смуги. Завдяки цього ця змія отримала свою назву. Райдужна оболонка очей чорна. У молодих змій на верхній поверхні голови є характерний малюнок з буро-коричневою дугоподібною смугою поміж передніх країв очей, 2 симетричних плям на задніх краях надочноямковий щитків і 2 широких смужок у тім'яній області. Ці смужки на шиї з'єднуються з першою тулубною плямою. З віком малюнок голови практично втрачається на загальному буро-коричневому або майже чорному фоні. Характерні для дорослих полозів світло-жовті верхньогубні щитки. Черево солом'яно-жовтого кольору, іноді у дрібних розмитих плямах.

## Поширення
Ареал охоплює країни Південної Європи: Італія, Словенія, Хорватія, Боснія та Герцоговина, Сербія, Чорногорія, Північна Македонія,  Албанія, континентальна Греція, Болгарія, деякі острови Адріатичного та Егейського морів.

## Спосіб життя
Полюбляє аридні ландшафти, степи, напівпустелі, рівнині, передгір'я, горбисті ділянка, карстові середземноморські ландшафти. Живе на ділянках кам'янистої і піщаної напівпустелі, на порослих чагарником схилах зі скельними виходами, на лісових галявинах, у розріджених степових і тугайних лісах. Зустрічається на висоті до 1000—2500 м над рівнем моря.
Ховається у норах гризунів, порожнечах у ґрунті, під камінням, дуплах дерев. Період активності починається в середині — другій половині квітня, в більш південних частинах ареалу полози з'являються після зимівлі на 15—20 днів раніше. Активний удень. Активність триває до вересня — жовтня в різних частинах ареалу. 
У збудженому стані для полоза типова поведінка, коли він швидко вібрує кінчиком хвоста, який видає характерний тріск при контакті з субстратом і твердими предметами. Агресивний, приймає загрозливу позу, піднімаючи передню третину тулуба. При цьому шийна область сплощується, і полоз робить кидки у бік небезпеки з коротким шипінням. 
Харчується великими та середнього розмірів гризунами, птахами та їх яйцями, в рідкісніших випадках — ящірками. Для поїдання пташиних яєць у цього полоза відзначено пристосування в будові гіпапофіза, що дозволяє розламувати яєчну шкаралупу в стравоході. Це пристосування отримало назву «яєчна пила».
Це яйцекладна змія. Парування відбувається в квітні — травні. Самки в червні — липні відкладають 4—16 яєць розміром 20—25 х 48—70 мм. Молоді полози з'являються в серпні-вересні, в інших місцях — у вересні — на початку жовтня.  

## Охоронний статус
Вид занесений до Червоного списку МСОП і Європейського Червоного списку (вид, близький до загрозливого стану). В Європі полоз чотирилінійний охороняється і занесений до Додатку ІІ Бернської конвенції (охоронна категорія: вид підлягає особливій охороні), а також до Резолюції 6 цієї ж конвенції.

## Систематика
У даний час виділяють 4 підвиди:
- Elaphe quatuorlineata muenteri;
- Elaphe quatuorlineata quatuorlineata;
- Elaphe quatuorlineata scyrensis;
- Elaphe quatuorlineata parensis.

Раніше підвидом полоза чотирилінійного розглядали полоза сарматського.